# ÖBB 1014 sorozat

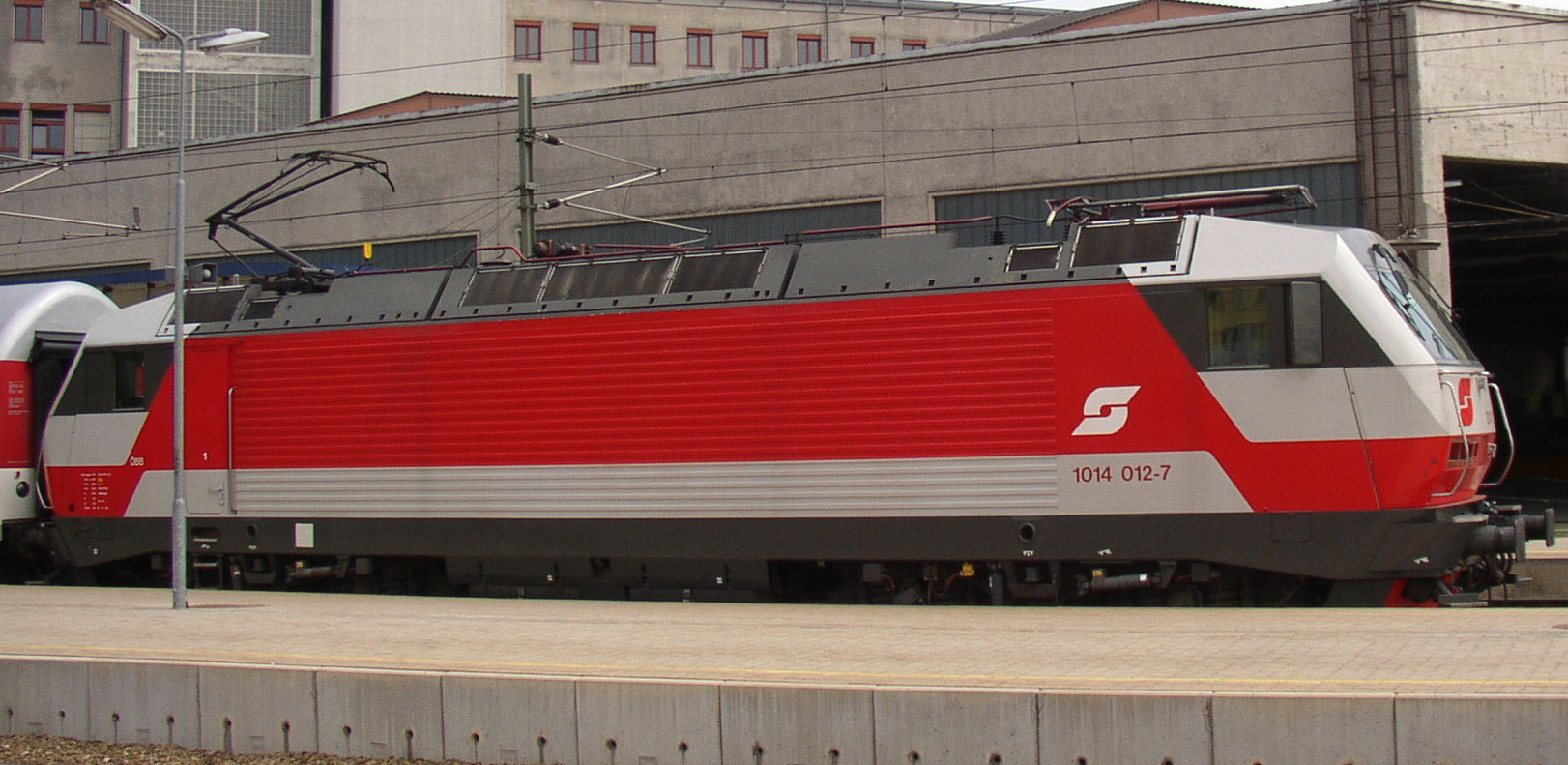
A mozdony eredeti vörös-fehér festése

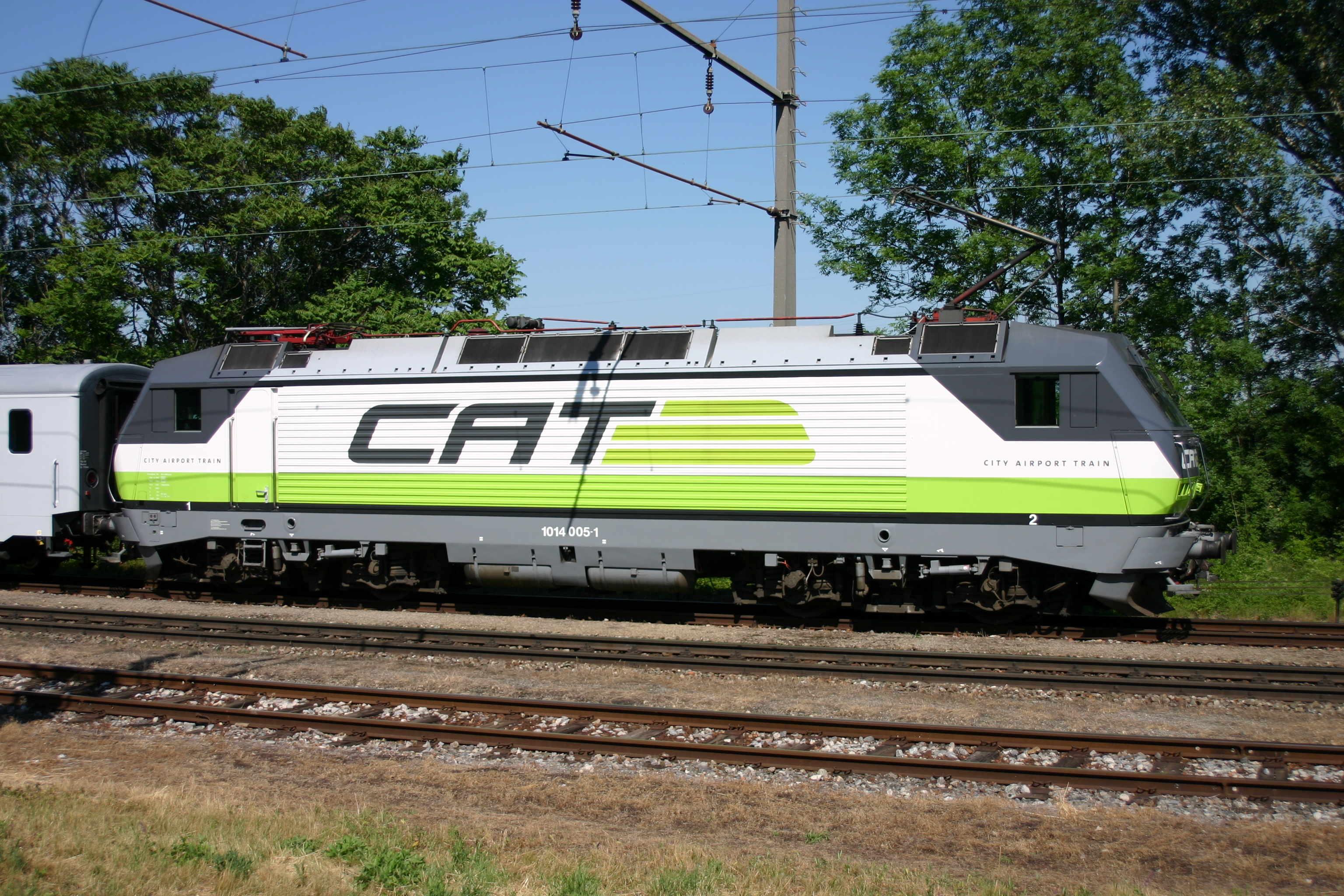
A mozdony a City Airport Train fordában a hozzáillő festéssel

Az ÖBB 1014 sorozat egy osztrák 15 kV, 16,7 Hz AC és 25 kV 50 Hz AC áramrendszerű, Bo'Bo' tengelyelrendezésű villamosmozdony-sorozat. 1994-ben a legszebb mozdonynak kiosztott Brunel-díjjal is kitüntették. (Beceneve: "Sisi" vagy Királynő)

## Története
Az ÖBB 1014-es sorozatú mozdonyból 18 darabot az 1995-ben rendezendő, ám végül meghiúsult Budapesti Világkiállításra való felkészülés jegyében rendelték. A könnyűszerkezetű mozdonyt úgy tervezték, hogy az ívekben gazdag pályákon is képes legyen megfelelő sebességet tartani, és mind az ÖBB, mind a MÁV villamos felsővezetékei alatt problémamentesen közlekedjen. A sorozat 18 mozdonyából 16 db (1014 001-016) nagyobb tengelyterhelésű (72 t), míg a könnyebb változatúak (66 t) az 1114-es sorozatszámot (1114 017-018) kapták, majd később nehezebbre átépítették és 1014 017-018 számúra átszámozták. Az 1014 006 számú mozdonyon 2000. december 12-én a 269-es számú Kálmán Imre gyorsvonattal közlekedve Bicske-Herceghalom között tűz ütött ki. A tüzet Herceghalomban eloltották, de a mozdony hazatérése után az ÖBB lemondott a helyreállításáról, ettől kezdve alkatrészbányaként szolgált.
2008. január 7-én az ÖBB az elektromos rendszer problémái miatt leállította a mozdonyokat. Eladásuk vagy szétvágásuk nem volt lehetséges, mert a gépek lízingszerződése még élt. Először a szlovén vasút jelezte érdeklődését.
2016. november 7-én Bécsből elindultak az utolsó útjukra Romániába Iași (Jászvásár) felé az alábbi gépek: 1014 002, 1014 003, 1014 004, 1014 005, 1014 007, 1014 008, 1014 009, 1014 010, 1014 011, 1014 012, 1014 013, 1014 014, 1014 015, 1014 016, 1014 017, 1014 018. Köztük még volt 3 más fajta mozdony is: (1142 656, 1142 619, 1142 703).

## Alkalmazása
Az 1014-es mozdonysorozat Wien Süd telephelyhez tartozik. Alkalmas a kis és közepes terhelésű nemzetközi személy- és gyorsvonatok, valamit kis terhelésű tehervonatok továbbítására.
Bár a mozdony nem kiemelkedő teljesítményű, 1994-ben a két áramrendszerűségük miatt 4 db mozdony a Budapest és Bécs közötti EC-forgalomban kezdett dolgozni, ahol a nagy vonatterhelés és a 160 km/h sebesség miatt sok problémával üzemeltek. Kevesebb gondot okoztak a Bécs-Sopron-Deutschkreuz vonalon, ahol ingavonatokat továbbítottak. Végül mindkét vonalról kiszorították őket az újabb, megbízhatóbb ÖBB 1116-os mozdonyok, illetve a 4124-es Talentek. Három mozdony, az 1014 005, 007 és a 010 a bécsi repülőtéri expresszeket, a CAT-vonatokat is továbbította, az ide illő zöld-fehér-szürke City Airport Train festéssel, majd miután két új ÖBB 1116 mozdony itt is kiváltotta őket, visszafestették őket vörös-fehérre, de már az új ÖBB-logóval, az 1014 011 pedig a Rail Cargo Austria színeit kapta meg.
Magyarországon a Fertőszentmiklós-Pándorfalu-Bécs vonalon és a Tatabánya(2006/2007)-Győr-Bécs vonalon közlekedtek személy- és EuroRegio-vonatokkal, egyik utolsó fellépésük pedig a kampány során a cukorrépa elszállítása volt Sopronkeresztúrból. Ausztriában REX-vonatokkal Pozsony-Ligetfaluba, személyvonatokkal Bécsújhelyre, és tehervonatokkal Břeclavba jártak.

## Az ÖBB után
Miután az ÖBB 2009-ben kivonta a mozdonyokat a forgalomból, a mozdonyok hosszú időt töltöttek leállítva. 2016-ban 16 mozdonyt Romániába szállítottak, de nem használták őket. 2018 augusztusában és szeptemberében visszatértek Ausztriába, és ezután a Zeller Transport Technik használta őket teherszállítási szolgáltatásban.
A Zeller Transport Technik csődje után négy mozdonyt eladtak a Tanzania Railways Limitednek, és 2021 szeptemberében Tanzániába szállították őket.
Jelenleg Ausztria területén 8 db mozdony található: 1 db Linzben áll, 1 db a strasshofi múzeum gyűjteményét gazdagítja, 6 db pedig Bécs külvárosában egy telephelyen áll leállítva.